# Adam Buksa
Adam Buksa (født 12. juli 1996) er en polsk fodboldspiller der spiller som angriber for Superliga-klubben FC Midtjylland og det polske herrelandshold. Udover Polen har han spillet i Italien, USA, Frankrig, Danmark og Tyrkiet. Hans lillebror er Aleksander Buksa.

## Karriere

### Klubber i Polen
Adam Buksa stammer fra ungdomssystemerne i Wisła Kraków, men startede sin professionelle karriere i Lechia Gdańsk og fik debut den 25. juli 2014 imod Podbeskidzie Bielsko-Biała. Han spillede i Lechia i to sæsoner, og tog derefter skiftet videre til Zagłębie Lubin efter 2015–16 sæsonen.
I Zagłębie, spillede Buksa indtil januar 2018 og blev udlånt til Pogoń Szczecin for resten af 2017–18 sæsonen. Efter sæsonen, skrev Buksa kontrakt med Pogoń og blev etableret som en af de største angrebstalenter i polsk fodbold. I december 2019, skrev han under på en 3-årig kontrakt med New England Revolution i USA.

### New England Revolution
Buksa skiftede til New England Revolution den 12. december 2019. Hans rygtede transferværdi på omkring 4,5 millioner euro, gjorde ham til det andet dyreste køb i klubbens historie bag Gustavo Bou. Han blev også den tredje polak i klubbens historie. Buksa fik sin debut i sæsonåbneren, et 2–1 nederlag til Montreal den 29. februar 2020. Han scorede sit første mål for klubben i det 28. minut i klubbens første hjemmebanekamp i sæsonen imod Chicago Fire den 7. marts 2020.
Buksa blev andenplads på klubbens topscorerliste i sæsonen med seks mål og to assists i 23 kampe.
Buksa startede 2022 sæsonen stærkt, da han scorede 7 mål i hans første 10 kampe. Halvvejs i sæsonen kom en aftale på plads, da Buksa blev solgt til den franske klub Lens for omkring 10 millioner euro, som blev den franske klubs dyreste køb hidtil. Buksa endte med at være New England's 11. mest scorende spiller nogensinde.

### Lens
Den 7. juni 2022, blev det officielt at Buksa vil forlade New England og vil tilslutte sig Ligue 1 klubben Lens for omkring 10 millioner euro. Han fik sin første optræden i Ligue 1 on 9. september 2022 imod Troyes. Men Buksa præsterede ikke op til forventningerne, og blev udlejet til tyrkiske Antalyaspor.

#### Lejeophold i Antalyaspor
Den 18. juli 2023, blev Buksa udlejet til Antalyaspor i resten af sæsonen med en købsoption, hvor han ville spille med sin landsmand Jakub Kałuziński. Han sluttede sin sæson af med 16 mål i 33 Süper Lig kampe, og var Antalyaspor's topscorer i alle turneringer i 2023–24 sæsonen. Den 25. maj 2024, offentliggjorde Buksa at han ville forlade klubben efter sit lån og ikke skrive under på en ny kontrakt.

### FC Midtjylland
Den 11. juli 2024, skiftede Buksa til de danske mestre FC Midtjylland fra Lens på en 4-årig kontrakt, for omkring 4,5 millioner euro lige efter at han havde spillet EM med sit landshold, Polen.

## Internationale karriere
Buksa fik sin første udtagelse til Polens landshold af tidligere landstræner Jerzy Brzęczek til en venskabskamp imod Tjekkiet den 15. november 2018, men spillede ikke i 1–0 nederlaget. Han spillede heller ikke da Polen senere skulle spille Nations League.
Efter tre år uden en landskamp, fik Buksa endelig debut for landsholdet imod Albanien som en starter i 2022 VM kvalifikationen, hvor han også scorede i 4-1 sejren.
I kun sin anden landskamp, fuldførte Buksa karrierens første hattrick, da Polen vandt 7-1 over San Marino.
Buksa blev udtaget til sin første slutrunde den 7. juni 2024, nemlig til EM 2024 i Tyskland. I Polens åbningskamp imod Holland den 16. juni, scorede han efter et hjørnespark i det 16. minut og gav Polen en tidlig føring, hvorefter Holland scorede 2 gange og vandt kampen 2-1.